# Conselho de Resistência para a República
O Conselho de Resistência para a República (em francês:  Conseil de la résistance pour la République, CRR) é uma organização politica fundada no Níger pelo ex-líder rebelde e, posteriormente, Ministro de Estado Rhissa Ag Boula que visa derrubar o Conselho Nacional para a Salvaguarda da Pátria - a junta militar governante do país - e restaurar Mohamed Bazoum como Presidente do Níger após sua deposição pelos militares num golpe de Estado ocorrido em julho de 2023. Também apoia a intervenção militar internacional da CEDEAO e de outros intervenientes nesse sentido.

## Formação
A organização foi fundada em 9 de agosto de 2023 por Rhissa Ag Boula, ex-líder do grupo rebelde Frente para a Libertação de Aïr e Azaouak (FLAA) que participou em duas rebeliões do povo tuaregue na década de 1990 e na década de 2000. Ag Boula acusou a junta militar nigerina de orquestrar uma "tragédia", referindo-se ao seu golpe de Estado contra Bazoum. Outro membro do Conselho de Resistência para a República declarou que várias figuras políticas nigerinas se juntaram ao grupo, mas recusaram-se a assumir publicamente por razões de segurança.